# RMS Acadia
RMS Acadia byl parník společnosti Cunard Line z třídy Britannia postavený roku 1840 v loděnicích John Wood & Co. ve skotském Glasgow. Tento kolesový parník sloužil na poštovní lince společnosti Liverpool-Halifax-Boston, kam poprvé vyplul 4. srpna 1840. Poté byl dvakrát prodán v letech 1849 a 1852, 1855 sloužil v krymské válce a 1858 byl v Londýně rozebrán.